# Porfírio Peixoto
Porfírio Peixoto (São Luiz Gonzaga, 9 de abril de 1940) é um político brasileiro.